# Kingston Whig-Standard
Le Kingston Whig-Standard est un quotidien canadien publié à Kingston (Ontario). Le journal appartient à Osprey Media. Il fut fondé en 1926 par la fusion du British Whig est du Kingston Daily Standard. Le mot Kingston dans le titre fut abandonné en 1973, mais il a été rétabli au début des années 1990.